# Rio Forquilha
O rio Forquilha  é um curso de água que banha o estado do Rio Grande do Sul. Ele contém a Usina Hidrelétrica Forquilha.
- Dados:
- Potência (kW) - 1.118 kW
- Destino da Energia - SP
- Fase - Operação
- Município - Maximiliano de Almeida